# Andrea Petagna
Andrea Petagna (Trieste, 30 giugno 1995) è un calciatore italiano, attaccante del Monza.

## Biografia
Nato a Trieste, da Euro e Alessandra, suo nonno Francesco è stato calciatore e allenatore in Serie A.

## Caratteristiche tecniche
Petagna è un centravanti bravo a giocare spalle alla porta e a far salire la squadra; abile nel dribbling e dotato di un buon controllo di palla, è inoltre avvezzo a contribuire alla manovra arretrando il proprio raggio d'azione.

## Carriera

### Club

#### Giovanili ed esordio nel Milan
Dopo la trafila nel settore giovanile del Donatello di Udine, si trasferisce al Milan nel 2009. Con le giovanili della squadra meneghina conquista due scudetti: uno con i Giovanissimi nel 2010, contribuendo con un gol in finale contro la Roma, e un altro con gli Allievi Nazionali nel 2011. Nell'annata seguente viene aggregato alla formazione Primavera, collezionando comunque alcune presenze con la categoria giovanile precedente.
Il 4 dicembre 2012, a 17 anni, fa il suo esordio da professionista, in occasione del match valevole per la fase a gironi della Champions League perso per 1-0 a San Siro contro lo Zenit San Pietroburgo; il calciatore triestino subentra al 91º minuto a Bojan Krkić.
All'inizio della stagione 2013-2014 viene promosso in prima squadra, ed esordisce in Serie A il 24 agosto 2013, a 18 anni, nel corso della prima partita di campionato persa per 2-1 in casa del Verona.

#### Prestiti a Sampdoria, Latina, Vicenza e Ascoli
Il 2 settembre 2013 passa alla Sampdoria in prestito con diritto di riscatto della compartecipazione. Esordisce con la maglia blucerchiata il 28 settembre successivo, nel corso della partita persa per 1-0 proprio contro il Milan, sostituendo Manolo Gabbiadini a metà del secondo tempo. Termina anzitempo la sua esperienza con la società ligure, tornando a disposizione del Milan il 14 gennaio 2014. Il 17 febbraio 2014 vince il Torneo di Viareggio con la formazione Primavera del Milan, realizzando anche un gol, con un potente tiro dalla distanza, nella finale contro l'Anderlecht terminata sul punteggio di 3-1.
Il 16 luglio 2014 viene ceduto in prestito al Latina in Serie B ma l'esperienza in terra laziale termina già il 10 gennaio 2015 quando, dopo 13 presenze complessive, avviene il passaggio al Vicenza, definito con la formula del prestito fino a giugno, con diritto di riscatto e contro-riscatto a favore del Milan. Segna il suo primo gol da professionista il 14 febbraio 2015, a 19 anni, nella partita di campionato Bari-Vicenza (0-1).
Le esperienze a Latina e Vicenza sono deludenti per il giocatore, che medita di ritirarsi dal calcio. Il 30 agosto 2015, però, passa in prestito con diritto di riscatto e contro-riscatto all'Ascoli, sempre in Serie B, dove disputa una stagione da titolare segnando 7 reti in 32 presenze.

#### Atalanta

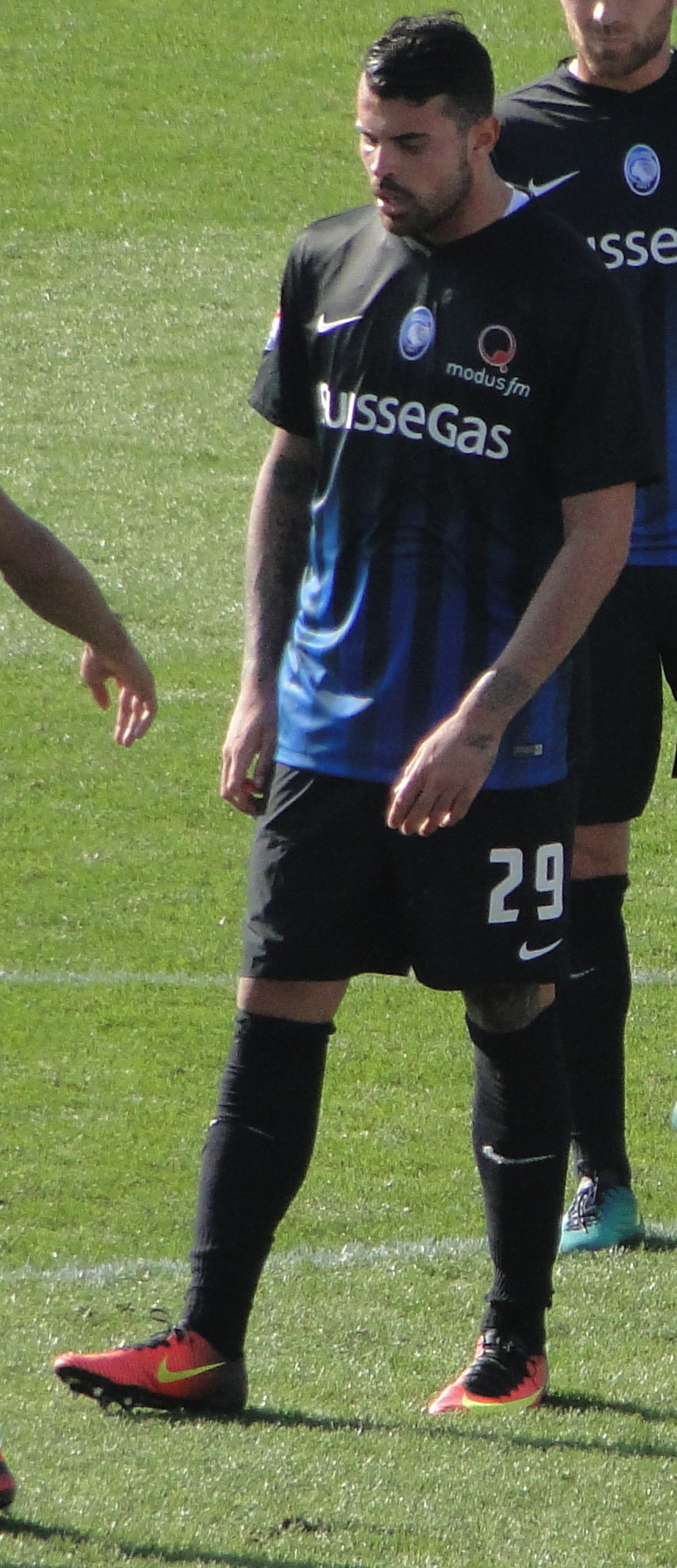
Andrea Petagna con la maglia dell'Atalanta

Il 25 gennaio 2016 il suo cartellino viene ceduto per 1 milione di euro (più bonus che potrebbero portare la cifra fino a un massimo di 5 milioni di euro, oltre a un diritto di riacquisto per il Milan, che detiene anche una percentuale sulla futura vendita del giocatore) all'Atalanta, ma rimane in prestito all'Ascoli fino al 30 giugno 2016.
Esordisce con i nerazzurri il 13 agosto 2016, subentrando a Paloschi nella partita del terzo turno di Coppa Italia vinta per 3-0 in casa contro la Cremonese, formazione di Lega Pro. Il 21 agosto 2016, alla 1ª giornata di campionato, realizza il suo primo gol in Serie A (che è inoltre anche il suo primo gol in partite ufficiali con la squadra nerazzurra) nella partita persa 4-3 in casa contro la Lazio; nel corso della stagione gioca stabilmente da titolare, terminando il campionato con 5 reti (3 delle quali nel girone di andata, tra cui quella nel successo contro il Napoli del 2 ottobre) in 34 presenze, oltre a 2 presenze senza gol segnati in Coppa Italia. Gioca stabilmente da titolare anche nella stagione seguente, nella quale segna 4 gol in 29 partite in campionato e 2 gol in 8 partite in Europa League (di cui uno nell'1-0 al Lione che ha sancito il primo posto nel girone dei bergamaschi), a cui aggiunge 2 presenze senza reti in Coppa Italia.
Nell'arco del suo biennio a Bergamo gioca in totale 75 partite, con 11 gol segnati.

#### SPAL
Il 19 luglio 2018 viene ufficializzato il suo passaggio alla SPAL, con prestito oneroso di 3 milioni e obbligo di riscatto fissato a ulteriori 12 milioni. Realizza il suo primo gol con la nuova maglia nella partita di esordio, il 12 agosto, segnando la rete del definitivo 1-0 nella partita del terzo turno di Coppa Italia contro lo Spezia, formazione di Serie B. Mette a segno le sue prime reti in Serie A con la formazione emiliana il 17 settembre, siglando una doppietta che permette ai biancazzurri di battere per 2-0 proprio la sua ex Atalanta. Con le sue reti ha contribuito alla salvezza della squadra, e ha vissuto la stagione più prolifica della sua carriera con 16 gol; oltre alla doppietta all'Atalanta ha segnato gol importanti nei 2 successi contro la Roma (2-0 e 2-1) e il rigore decisivo per l'1-0 alla Lazio. Mette insieme 37 presenze e 17 gol tra campionato e Coppa. Il 1º luglio 2019 viene riscattato dalla società ferrarese.

#### Napoli
Il 30 gennaio 2020 viene acquistato a titolo definitivo dal Napoli, che contemporaneamente lo lascia in prestito alla SPAL fino al termine della stagione. Parte come vice di Victor Osimhen, per poi realizzare il 25 ottobre 2020 il suo primo gol in maglia azzurra nella trasferta contro il Benevento, segnando la rete del definitivo 1-2 per gli azzurri. Va in gol anche nella sfida esterna con il Crotone segnando il 4-0 finale, realizza il gol vittoria nella sfida alla Sampdoria in campionato e contro l'Empoli in Coppa Italia, oltre che nella sconfitta interna contro lo Spezia.
Nella stagione 2021-22 gioca gli ultimi minuti delle prime due gare contro Venezia e Genoa, mettendo a segno il gol del 2-1 finale contro la compagine genovese che consente al Napoli di portare a casa i 3 punti. Il 9 gennaio 2022, su assist di Matteo Politano, segna il gol del definitivo 1-0 alla Sampdoria con una semi-rovesciata. Sempre da subentrante mette a segno la rete del definitivo 2-0 del Napoli nella trasferta di Venezia del 6 febbraio 2022, precisamente al minuto 100, diventando quindi il calciatore a realizzare il gol su azione più tardivo nella storia della Serie A.

#### Monza
Il 12 agosto 2022, Petagna passa in prestito per 2,5 milioni di euro con obbligo di riscatto per un totale di 14 milioni bonus compresi al verificarsi di determinate condizioni al Monza, club neopromosso in Serie A.
Il 19 ottobre seguente, segna la sua prima rete con i brianzoli, suggellando la vittoria in rimonta per 3-2 nella sfida dei sedicesimi di Coppa Italia in casa dell'Udinese. Il 31 ottobre segna la prima rete in campionato, su calcio di rigore, portando momentaneamente il Monza in vantaggio nella gara contro il Bologna, poi conclusa con una sconfitta per 2-1.

#### Prestito al Cagliari
Il 30 agosto 2023 viene ceduto in prestito al Cagliari. Segna il suo primo goal con la maglia del Cagliari il 14 gennaio 2024, realizzando la rete del temporaneo 1-1 nella partita contro il Bologna, vinta poi 2-1 dal Cagliari.

### Nazionale

#### Giovanili
Ha giocato con le varie nazionali giovanili italiane, dall'Under-16 all'Under-20.
Nell'ottobre 2016 viene convocato per la prima volta nella nazionale Under-21, dal C.T. Luigi Di Biagio, per l'ultima partita del girone di qualificazione all'Europeo Under-21 contro la Lituania, nella quale fa il suo esordio l'11 ottobre 2016 entrando al 57º al posto di Lorenzo Rosseti.
Viene convocato per l'Europeo Under-21 2017 in Polonia, dove il 18 giugno 2017, realizza il suo primo gol con l'Under-21 nella prima gara del girone vinta 2-0 contro la Danimarca.

#### Nazionale maggiore
Il 20 marzo 2017, in seguito ad un infortunio di Manolo Gabbiadini, riceve la prima convocazione nella nazionale maggiore, dal C.T. Ventura, in occasione della partita di qualificazione al Mondiale 2018 contro l'Albania. Il 28 marzo 2017, a 21 anni, fa il suo esordio nella nazionale maggiore sostituendo Éder nel secondo tempo della partita amichevole vinta 2-1 contro l'Olanda ad Amsterdam.

## Statistiche

### Presenze e reti nei club
Statistiche aggiornate al 24 maggio 2025.
| Stagione          | Squadra         | Campionato      | Campionato | Campionato | Coppe nazionali | Coppe nazionali | Coppe nazionali | Coppe continentali | Coppe continentali | Coppe continentali | Altre coppe | Altre coppe | Altre coppe | Totale | Totale | Totale |
| Stagione          | Squadra         | Comp            | Pres       | Reti       | Comp            | Pres            | Reti            | Comp               | Pres               | Reti               | Comp        | Pres        | Reti        | Pres   | Reti   |        |
| ----------------- | --------------- | --------------- | ---------- | ---------- | --------------- | --------------- | --------------- | ------------------ | ------------------ | ------------------ | ----------- | ----------- | ----------- | ------ | ------ | ------ |
| 2012-2013         | Milan           | A               | 0          | 0          | CI              | -               | -               | UCL                | 1                  | 0                  | -           | -           | -           | 1      | 0      |        |
| ago. 2013         | Milan           | A               | 1          | 0          | CI              | -               | -               | UCL                | -                  | -                  | -           | -           | -           | 1      | 0      |        |
| 2013-gen. 2014    | Sampdoria       | A               | 3          | 0          | CI              | 2               | 0               | -                  | -                  | -                  | -           | -           | -           | 5      | 0      |        |
| gen.-giu. 2014    | Milan           | A               | 2          | 0          | CI              | 1               | 0               | UCL                | -                  | -                  | -           | -           | -           | 3      | 0      |        |
| Totale Milan      | Totale Milan    | Totale Milan    | 3          | 0          |                 | 1               | 0               |                    | 1                  | 0                  |             | -           | -           | 5      | 0      |        |
| 2014-gen. 2015    | Latina          | B               | 10         | 0          | CI              | 2               | 0               | -                  | -                  | -                  | -           | -           | -           | 12     | 0      |        |
| gen.-giu. 2015 \| | Vicenza         | B               | 12+2       | 1+0        | CI              | -               | -               | -                  | -                  | -                  | -           | -           | -           | 14     | 1      |        |
| 2015-2016 \|      | Ascoli          | B               | 32         | 7          | CI              | 0               | 0               | -                  | -                  | -                  | -           | -           | -           | 32     | 7      |        |
| 2016-2017 \|      | Atalanta        | A               | 34         | 5          | CI              | 2               | 0               | -                  | -                  | -                  | -           | -           | -           | 36     | 5      |        |
| 2017-2018 \|      | Atalanta        | A               | 29         | 4          | CI              | 2               | 0               | UEL                | 8                  | 2                  | -           | -           | -           | 39     | 6      |        |
| Totale Atalanta   | Totale Atalanta | Totale Atalanta | 63         | 9          |                 | 4               | 0               |                    | 8                  | 2                  |             | -           | -           | 75     | 11     |        |
| 2018-2019         | SPAL            | A               | 36         | 16         | CI              | 1               | 1               | -                  | -                  | -                  | -           | -           | -           | 37     | 17     |        |
| 2019-2020 \|      | SPAL            | A               | 36         | 12         | CI              | 1               | 0               | -                  | -                  | -                  | -           | -           | -           | 37     | 12     |        |
| Totale SPAL       | Totale SPAL     | Totale SPAL     | 72         | 28         |                 | 2               | 1               |                    | -                  | -                  |             | -           | -           | 74     | 29     |        |
| 2020-2021 \|      | Napoli          | A               | 26         | 4          | CI              | 3               | 1               | UEL                | 6                  | 0                  | SI          | 1           | 0           | 36     | 5      |        |
| 2021-2022 \|      | Napoli          | A               | 24         | 3          | CI              | 1               | 1               | UEL                | 7                  | 0                  | -           | -           | -           | 32     | 4      |        |
| Totale Napoli     | Totale Napoli   | Totale Napoli   | 50         | 7          |                 | 4               | 2               |                    | 13                 | 0                  |             | 1           | 0           | 68     | 9      |        |
| 2022-2023 \|      | Monza           | A               | 31         | 4          | CI              | 1               | 1               | -                  | -                  | -                  | -           | -           | -           | 32     | 5      |        |
| 2023-2024 \|      | Cagliari        | A               | 18         | 1          | CI              | 2               | 0               | -                  | -                  | -                  | -           | -           | -           | 20     | 1      |        |
| 2024-2025         | Monza           | A               | 13         | 0          | CI              | 2               | 0               | -                  | -                  | -                  | -           | -           | -           | 15     | 0      |        |
| Totale Monza      | Totale Monza    | Totale Monza    | 44         | 4          |                 | 3               | 1               |                    | -                  | -                  |             | -           | -           | 45     | 5      |        |
| Totale carriera   | Totale carriera | Totale carriera | 309        | 57         |                 | 20              | 4               |                    | 22                 | 2                  |             | 1           | 0           | 350    | 63     |        |

### Cronologia presenze e reti in nazionale
| Cronologia completa delle presenze e delle reti in nazionale ― Italia | Cronologia completa delle presenze e delle reti in nazionale ― Italia | Cronologia completa delle presenze e delle reti in nazionale ― Italia | Cronologia completa delle presenze e delle reti in nazionale ― Italia | Cronologia completa delle presenze e delle reti in nazionale ― Italia | Cronologia completa delle presenze e delle reti in nazionale ― Italia | Cronologia completa delle presenze e delle reti in nazionale ― Italia | Cronologia completa delle presenze e delle reti in nazionale ― Italia |
| Data                                                                  | Città                                                                 | In casa                                                               | Risultato                                                             | Ospiti                                                                | Competizione                                                          | Reti                                                                  | Note                                                                  |
| --------------------------------------------------------------------- | --------------------------------------------------------------------- | --------------------------------------------------------------------- | --------------------------------------------------------------------- | --------------------------------------------------------------------- | --------------------------------------------------------------------- | --------------------------------------------------------------------- | --------------------------------------------------------------------- |
| 28-3-2017                                                             | Amsterdam                                                             | Paesi Bassi                                                           | 1 – 2                                                                 | Italia                                                                | Amichevole                                                            | -                                                                     | 69’                                                                   |
| Totale                                                                |                                                                       | Presenze                                                              | 1                                                                     |                                                                       | Reti                                                                  | 0                                                                     |                                                                       |

| Cronologia completa delle presenze e delle reti in nazionale ― Italia under 21 | Cronologia completa delle presenze e delle reti in nazionale ― Italia under 21 | Cronologia completa delle presenze e delle reti in nazionale ― Italia under 21 | Cronologia completa delle presenze e delle reti in nazionale ― Italia under 21 | Cronologia completa delle presenze e delle reti in nazionale ― Italia under 21 | Cronologia completa delle presenze e delle reti in nazionale ― Italia under 21 | Cronologia completa delle presenze e delle reti in nazionale ― Italia under 21 | Cronologia completa delle presenze e delle reti in nazionale ― Italia under 21 |
| Data                                                                           | Città                                                                          | In casa                                                                        | Risultato                                                                      | Ospiti                                                                         | Competizione                                                                   | Reti                                                                           | Note                                                                           |
| ------------------------------------------------------------------------------ | ------------------------------------------------------------------------------ | ------------------------------------------------------------------------------ | ------------------------------------------------------------------------------ | ------------------------------------------------------------------------------ | ------------------------------------------------------------------------------ | ------------------------------------------------------------------------------ | ------------------------------------------------------------------------------ |
| 11-10-2016                                                                     | Kaunas                                                                         | Lituania under 21                                                              | 0 – 0                                                                          | Italia under 21                                                                | Qual. Europeo Under-21 2017                                                    | -                                                                              | 57’                                                                            |
| 10-11-2016                                                                     | Southampton                                                                    | Inghilterra under 21                                                           | 3 – 2                                                                          | Italia under 21                                                                | Amichevole                                                                     | -                                                                              | 62’                                                                            |
| 14-11-2016                                                                     | Bergamo                                                                        | Italia under 21                                                                | 0 – 0                                                                          | Danimarca under 21                                                             | Amichevole                                                                     | -                                                                              |                                                                                |
| 18-6-2017                                                                      | Cracovia                                                                       | Danimarca under 21                                                             | 0 – 2                                                                          | Italia under 21                                                                | Europeo Under-21 2017 - 1º turno                                               | 1                                                                              | 88’                                                                            |
| 21-6-2017                                                                      | Tychy                                                                          | Rep. Ceca under 21                                                             | 3 – 1                                                                          | Italia under 21                                                                | Europeo Under-21 2017 - 1º turno                                               | -                                                                              |                                                                                |
| 24-6-2017                                                                      | Cracovia                                                                       | Germania under 21                                                              | 0 – 1                                                                          | Italia under 21                                                                | Europeo Under-21 2017 - 1º turno                                               | -                                                                              | 78’                                                                            |
| 27-6-2017                                                                      | Cracovia                                                                       | Italia under 21                                                                | 1 – 3                                                                          | Spagna under 21                                                                | Europeo Under-21 2017 - Semifinale                                             | -                                                                              | 72’                                                                            |
| Totale                                                                         |                                                                                | Presenze                                                                       | 7                                                                              |                                                                                | Reti                                                                           | 1                                                                              |                                                                                |

## Palmarès

### Club
- Campionato Giovanissimi Nazionali: 1

Milan: 2009-2010
- Campionato Allievi Nazionali: 1

Milan: 2010-2011
- Torneo di Viareggio: 1

Milan: 2014

### Nazionale
- Torneo Quattro Nazioni: 1

Italia Under-20: 2015-2016